# Rafael Caria
Rafael Caria (l'Alguer, Sardenya, 1941 - 9 d'abril del 2008) va ser un filòleg i poeta alguerès.

## Biografia
Durant els anys setanta va ser un dels protagonistes del moviment ciutadà per la salvaguarda de la llengua algueresa, fou impulsor de la Lega per l'attuazione dell'articolo 6 della costituzione italiana, una plataforma que lluitava pel reconeixement, per l'Estat italià, dels drets de les minories lingüístiques. En el marc d'aquesta activitat, com a treballador de la companya aèria Alitalia, l'any 1977 va decidir anunciar els vols de l'aeroport de l'Alguer en català de l'Alguer i sard, desencadenant algunes accions repressives per l'empresa, que finalment foren retirades. Caria va ser també regidor, abans pel Partit Comunista Italià i després per Sardenya i Llibertat, partit independentista d'esquerra que va contribuir a formar, i durant aquest període va ser un dels primers a fer servir l'alguerès en l'assemblea comunal. Autor de diversos estudis de lexicografia i de toponomàstica, reconegut poeta en l'àmbit català, fou un dels editors del prestigiós anuari acadèmic Revista de L'Alguer.
Com activista cultural testimònia amb extrema coherència i respecte la dignitat de la seva llengua a dins de la societat. La primera obra reveladora de la personalitat i del pensament polític-lingüístic de Caria la trobem a la reedició amb la traducció en italià del llibre de Eduard Toda i Güell  Un Poble Català d'Itàlia. Així al 1981 pública L'Alguer. Un Popolo catalano d'Italia que conté la més exhaustiva ressenya bibliogràfica fins a alhora publicada i una acurada introducció que podem considerar com u dels primers estudis sociolingüístics de l'alguerés i on posa en evidència l'important cambi de direcció de la “qüestió algueresa” que diventa un fet polític.
El 1999 va rebre la Creu de Sant Jordi per la seva preocupació pel futur del català a Sardenya. El 2006 fou escollit membre corresponent de la Secció Filològica de l'Institut d'Estudis Catalans com a especialista de Toponomàstica i Lexicografia algueresa, el primer alguerès que en va esdevenir membre.

## Obres
- Eduard Toda i Güell. Alguer, un popolo catalano d'Italia (1981). Edició bilingüe català-italià amb una àmplia introducció de Caria.
- «L'alguerès al carrer i a l'escola», (1987) Com ensenyar català als adults, núm. 15; 18-20.
- L'Alguer, llengua i societat (1988)
- «L'alguerès des d'una perspectiva històrica» (1990) a Revista de L'Alguer, núm. 1; 33-53.
- Il mondo del Càlic (1991)
- «Documents d'història toponímica algueresa: el "Llibre de las lacanas"» (1992) a Revista de L'Alguer, núm. 3; 175-230.
- «La política lingüística a l'Alguer» dins La llengua als Països Catalans. A cura d'Isidor Marí, (1992)
- Toponomastica algherese, II (1993)
- «Ordinacions municipals de l'Alguer de 1526» (1994) a Revista de Llengua i Dret, núm. 22; 52-53.
- «El lèxic dels mariners algueresos entre catalanitat i mediterraneïtat» (1995) a Revista de L'Alguer, núm. 6; 119-208; núm. 7; 155-204.
- «L'alguerès al llindar del 2000, entre substitució i anticatalanisme » (1997) a Serra d'Or, núm. 451-452; 40-44.
- «Libera muratoria» (1998) a Sardegna e dintorni. Alguer, núm. 3; 38-43.
- «Corax, la primigenia "Algarium"» (1999) a Revista de L'Alguer, núm. 10; 231-244.
- Le piante spontanee ad Alghero, nomi, proprietà, usi, etimologia (2001)
- «L'Alguer al I Congrés Internacional de la Llengua Catalana: Joan Palomba i Antoni Ciuffo» (2006) a Estudis Baleàrics
- Il nome popolare degli uccelli ad Alghero (Pròleg de Joan Veny i Clar), (2006).
- El català a l'Alguer: apunts per a un llibre blanc, a Revista de Llengua i Dret, Núm. 46, Desembre 2006, ISSN 0212-5056, ISSN web: 2013-1453. http://www10.gencat.net/eapc_rld/revistes/copy3_of_Revista_prova_2/El_catala_a_l_Alguer__apunts_per_a_un_llibre_blanc_/ca/at_download/adjunt Arxivat 2016-03-04 a Wayback Machine.
- Poesia completa. Martorell: Adesiara editorial, 2013.